# Parque nacional Traslasierra
El Parque Nacional Traslasierra (futuro Parque Nacional Pinas) es área natural protegida de Argentina, que depende de la Administración de Parques Nacionales de Argentina, creado mediante la Ley Nacional Nº 27.435 sancionada el 18 de abril de 2018. Aún se encuentra en proceso de implementación. Está situado en el noroeste de la provincia de Córdoba, conservando una porción representativa de la ecorregión del Chaco Seco. Su jurisdicción abarca un área de 105 000 ha, de las cuales (a marzo de 2018) fueron efectivamente adquiridas 27.167 ha y en diciembre de 2020, se agregaron 14 000 ha alcanzando las 44 000 ha. Las restantes permanecerán en manos privadas hasta que se pueda realizar su expropiación. Geográficamente, se encuentra entre las sierras de Guasapampa y la región de los llanos riojanos, en el límite con la provincia de La Rioja, al norte de la Ruta Provincial N° 28 y al sur del Paraje Piedrita Blanca, dentro del departamento Minas.
Se estima que el área es hábitat de 230 especies de aves, 35 especies de mamíferos y 30 especies de reptiles.

## Historia
El nuevo espacio, corresponde a la ex Estancia Pinas, —una de las más extensas que posee la República Argentina, en una superficie ininterrumpida única—, que perteneciera al político, abogado y escritor Lisandro de la Torre. Luego de su suicidio, las tierras fueron rematadas por el Banco Español del Río de la Plata debido a que no se abonaron las cuotas correspondientes a una hipoteca. Así fueron adquiridas por el hacendado cordobés Juan Feliciano Manubens Calvet, quien falleció en 1981 sin dejar herederos reconocidos, por lo que se inició un largo pleito judicial sucesorio.
El 20 de septiembre de 2017 y luego de 35 años de posesión judicial de estas tierras, la provincia de Córdoba sancionó la ley n.º 10481, que declara de utilidad pública y sujeta a expropiación y cede todas las hectáreas de la estancia para ofrecerlas a la Administración de Parques Nacionales, con el fin de crear un parque nacional. La ley fue promulgada por decreto n.º 1542 de 29 de septiembre del 2017.

ARTÍCULO 1º.-Decláranse de utilidad pública y sujetos a expropiación para el emplazamiento del "Parque Nacional Pinas", o la denominación que en el futuro se le asigne, los inmuebles ubicados en Pedanía Guasapampa, Departamento Minas, de esta Provincia de Córdoba, con una superficie total a expropiar aproximada de ciento cinco mil trescientas ochenta y seis hectáreas, cinco mil setecientos treinta y siete metros cuadrados (105.386 ha, 5.737,00 m2), inscriptos en el Registro General de la Provincia a los puntos Primero y Segundo del Dominio Número 17.316, Folio 21.088, Año 1957 (...)

Un filántropo suizo, Hansjörg Wyss, es quien aportó el dinero necesario para la expropiación de la superficie en cuestión, bajo una sola condición: que el parque estuviera creado antes del 31 de marzo de 2018. Este filántropo ha contribuido al engrandecimiento de algunos parques nacionales, adquiriendo las estancias que los rodeaban e incorporándolas al parque nacional cercano.
El 21 de marzo de 2018 fue sancionada la ley nacional n.º 27435 que aprobó la cesión de jurisdicción ambiental hecha por Córdoba y creó el parque nacional:

Artículo 1°- Acéptase la cesión de jurisdicción ambiental efectuada por la provincia de Córdoba a favor del Estado nacional mediante la ley provincial 10.481 sancionada por la Legislatura Unicameral de la provincia de Córdoba, el día 20 de septiembre de 2017 y promulgada por el decreto 1.542, de fecha 29 de septiembre del 2017, sobre las tierras ubicadas en Pedanía Guasapampa, departamento Minas, cuya denominación y límites se describen y representan gráficamente en el artículo 1° de la mencionada ley de la provincia de Córdoba.
 Art. 2°- En cumplimiento de lo establecido en la ley de la provincia de Córdoba 10.481 y una vez reunidos los requisitos previstos por la ley nacional 22.351 —Régimen Legal de los Parques Nacionales, Monumentos Naturales y Reservas Nacionales— créase el Parque Nacional Traslasierra, bajo los términos de dicha ley, el que estará conformado por las tierras referidas en el artículo 1° de la presente, que representan una superficie aproximada de ciento cinco mil trescientos ochenta y seis hectáreas - cinco mil setecientos treinta y siete metros cuadrados (105.386 has, 5.737 m²).

La ley fue promulgada por decreto n.º 311/2018 de 17 de abril de 2018.
En principio se pensaba sería llamado parque nacional Pinas, por el nombre de la estancia, pero finalmente tomó el nombre de parque nacional Traslasierra por ser el primer parque nacional en la región ubicada al oeste del valle de Traslasierra. Al momento de su creación el parque nacional está compuesto por los inmuebles: El Mistol (de 13 359 ha 4707 m²), lote 8 de Bañado del Tala (654 ha 9746 m²), lote 9 de Bañado del Tala (654 ha 9746 m²), lotes 1-7 de Bañado del Tala (4243 ha 1810 m²) y Piedra Blanca (8257 ha 1332 m²). La estancia Pinas (78 216 ha 83 a 96 ca) está pendiente de expropiación, aunque fue incluida en la superficie del parque nacional la ley no contempló su conservación como reserva nacional.

## Biodiversidad
El área de 105 386 ha posee flora y fauna autóctona en estado casi virgen, donde se encuentran especies como el puma, el guanaco silvestre, el pecarí de collar, el pecarí chaqueño (del cual se desconocía su existencia en la provincia de Córdoba, que está en vías de extinción y es candidato a ser una especie paraguas), la tortuga de tierra, la martineta, el águila coronada, el carpintero negro, el oso melero, el tuco tuco cordobés y el tuco tuco serrano (ambos son endemismos), entre otros. Además bosques naturales de brea, quebracho blanco, algarrobo, horco quebracho, mistol y otras especies autóctonas. El casco de estancia se ubica al pie del volcán Yerba Buena, que pertenece a los denominados volcanes de Pocho, en cercanías de la localidad de Las Palmas, data de la época colonial, se encuentra en excelente estado de conservación, y cuenta con una capilla erigida en el siglo XIX.
En la actualidad, y momentáneamente, solo se han podido expropiar 44 000 hectáreas del total, que se ubican en la región norte y este de la estancia,

## Importancia
Existe gran interés por crear y proteger este espacio por parte de ONG nacionales (Aves Argentinas, Fundación Vida Silvestre Argentina) e internacionales (The Nature Conservancy y Wildlife Conservation Society), entidades gubernamentales (APN) y universidades (UNC debido a que hay muy pocas reservas de flora y fauna del ecosistema chaco seco, y ninguna de ellas alcanza la superficie de este parque).

## Turismo
Si bien el fin principal no sería el de generar un movimiento turístico que sirva de sostén económico a la región, no puede dejar de tomarse en cuenta la afluencia de público que visitaría el parque, en muchos casos con fines científicos, ecológicos o conservacionistas. No obstante, la reserva conformaría, junto al camino de Los Túneles y la reserva natural Chancaní, un interesante circuito para el turismo ecológico que iniciaría su actividad en 2018.
Se prevé la apertura del parque al público en 2020, aunque hay numerosos aspectos que se deben tener en cuenta previamente como lo son, el acceso al parque y la presencia de personal, capacitado en todas las tareas inherentes a la actividad.